# Claudio Abbado
Claudio Abbado, född 26 juni 1933 i Milano, Lombardiet, död 20 januari 2014 i Bologna, var en italiensk dirigent.
Abbado var bland annat verksam vid La Scala-operan i Milano (1968–1986). Från 1979 till 1986 var han chefsdirigent för Londons symfoniorkester och 1986–1991 var han musikalisk ledare för Wiener Staatsoper. År 1989 valde Berlinfilharmonikerna honom till sin ledare och fasta dirigent, men 2002 avgick han till följd av sviktande hälsa.
Abbado tilldelades 2008 det israeliska Wolfpriset i musik. Han promoverades till hedersdoktor vid universiteten i Ferrara, Cambridge, Aberdeen och Havanna. Bland Abbados många andra hedersutmärkelser hör storkorset av franska Hederslegionen och 2013 blev han senator på livstid.